# 루카스 파파디모스

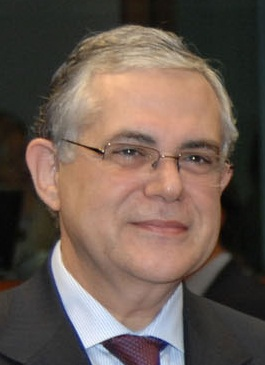
루카스 파파디모스

루카스 파파디모스(그리스어: Λουκάς Παπαδήμος, 1947년 10월 11일 ~ )는 그리스의 경제학자로, 2011년부터 2012년까지 그리스의 총리를 맡았다. 1994년부터 2000년까지 그리스 은행 총재를, 2002년부터 2010년까지 유럽 중앙 은행의 부총재를 지냈다.
| 전임 요안니스 부토스 | 그리스 은행 총재 1994년 ~ 2002년 | 후임 니콜라오스 가르가나스 |

| 전임 크리스티앙 노예르 | 유럽 중앙 은행 부총재 2002년 ~ 2010년 | 후임 빅토르 콘스탄시우 |

| 전임 요르요스 파판드레우 | 그리스의 총리 2011년 ~ 2012년 | 후임 파나요티스 피크라메노스 |